# Philodoria marginestrigata
Philodoria marginestrigata (tên tiếng Anh: Ilima Leaf Miner) là một loài loài bướm thuộc họ Gracillariidae. Đây là loài đặc hữu của Nihoa, Kauai, Oahu, Molokai và Hawaii.
Ấu trùng ăn các loài Dubautia, Xanthium echinatum, Xanthium strumarium, Abutilon (bao gồm Abutilon grandifolium, Abutilon incanum và Abutilon molle), SIDA (Sida cordifolia, Sida fallax, Sida meyeniana và Sida rhombifolia) và Datura. Chúng ăn lá cây nơi chúng sống. Có thể có tới mười hai con sâu trên một lá cây, và kén được tạo ra ngay trên lá cây có ấu trùng.